# 苻壽
苻寿（?—?），十六國前秦哀平皇帝苻丕的儿子。
前秦建元二十一年（385年），苻丕即位为皇帝，封苻宁为皇太子，苻壽为长乐王，苻鏘为平原王，苻懿为勃海王，苻昶为济北王。太安二年（386年），苻丕被西燕皇帝慕容永打败後，遂被东晋扬威将军冯该斩杀。抓获了他的太子苻宁、长乐王苻寿，把他们送到了建康。朝廷下达诏令赦免他们，不予诛杀，把他们交给了苻宏。